# Arycanda benguetana
Arycanda benguetana är en fjärilsart som beskrevs av Schultz 1925. Arycanda benguetana ingår i släktet Arycanda och familjen mätare. Inga underarter finns listade i Catalogue of Life.